# Histona deacetilasa 4
La histona deacetilasa 4 (HDAC4) es una enzima codificada en humanos por el gen hdac4.

## Función
Las histonas juegan un papel crucial en la regulación de la transcripción, en la progresión del ciclo celular y en procesos de desarrollo. La acetilación/desacetilación de histonas altera la estructura del cromosoma, variando así la accesibilidad de los factores de transcripción al ADN. La HDAC4 pertenece a la clase II dentro de la familia de histona deacetilasas. Esta proteína no se une directamente al ADN, sino que ejerce su actividad a través de los factores de transcripción MEF2C y MEF2D. Además, parece interaccionar en un complejo multiproteico con RbAp48 y con HDAC3. HDAC4 también es necesaria en el proceso de diferenciación miofibroblástica inducida por TGF beta 1.

## Importancia clínica
Diversos estudios han demostrado que HDAC4 regula el desarrollo de hueso y músculo. Investigadores de la Universidad de Harvard también han concluido que está implicada en el mantenimiento de una visión sana: reduce los niveles de proteína que inducen la muerte de los bastones fotorreceptores y de las células bipolares en la retina de ratones.

## Interacciones
La histona deacetilasa 4 ha demostrado ser capaz de interaccionar con:
- MEF2C[7][8]
- ZBTB16[9][10]
- BCL6[10]
- CBX5[11]
- MAPK3[12]
- Receptor testicular 2[13][14]
- MAPK1[12]
- MEF2A[15][16]
- NCOR1[17][18]
- NCOR2[17][18]
- YWHAB[19]
- HDAC3[1][17][20][19]
- GATA1[21]
- YWHAE[22][19]